# Aracy Cortes
Zilda de Carvalho Espíndola, connue sous le nom d'Aracy Cortes, née le 31 mars 1904 à Rio de Janeiro et morte le 8 janvier 1985 dans la même ville, est une chanteuse brésilienne.

## Biographie
Née le 31 mars 1904, Aracy Cortes travaille comme apprentie coiffeuse et vendeuse, puis rejoint le Circo Democrata.
Dans les années 1920 et 1930, elle est l'une des vedettes des revues musicales du Teatro Recreio de Rio de Janeiro et joue un rôle de premier plan dans l'introduction au théâtre des formes traditionnelles de la samba brésilienne (voir samba-canção). Aracy Cortes est surtout connue pour avoir être première artiste à interpréter Aquarela do Brasil d'Ary Barroso en 1939.